# Ciro riconosciuto
Ciro riconosciuto ist ein Opern-Libretto in drei Akten von Pietro Metastasio. Erstmals aufgeführt wurde das Werk in der Vertonung von Antonio Caldara am 28. August 1736 zur Feier des Geburtstags der Kaiserin Elisabeth, der Gemahlin Karls VI., in Wien.
Eine deutsche Übersetzung des Librettos von Johann Anton Koch erschien 1772 unter dem Namen Der erkannte Cyrus im vierten Band seiner unvollendet gebliebenen Gesamtausgabe Des Herrn Abt Peter Metastasio Kayserl. Königl. Hofpoetens Dramatische Gedichte.

## Handlung
Das Libretto handelt von der Jugend des medischen Königs Kyros II., hier italienisch Ciro genannt. Laut Herodot hatte der Mederkönig Astyages (Astyage) zwei Träume, die auf seinen Sturz durch den Sohn seiner Tochter Mandane hindeuteten. Er befahl deshalb seinem Vertrauten Harpagos (Arpago) die Tötung des neugeborenen Kyros. Doch führte Harpagos den Befehl nicht aus, sondern beauftragte den Hirten Mithradates (Mithradate), den Säugling in den Bergen auszusetzen. Dieser befolgte die Anweisung Harpagos’ ebenfalls nicht, sondern zog mit seiner Frau den kleinen Kyros als seinen eigenen Sohn auf. Die Handlung setzt fünfzehn Jahre später mit dem Wiederauftauchen des Kyros ein.

„Der grausame Astyages, letzter König der Meden, fragte bey Gelegenheit der Niederkunft seiner Tochter Mandane, die Wahrsager um die Auslegung eines Traums, und erhielt von ihnen die Deutung, daß der gebohrne Enkel ihn um das Reich bringen würde: Deswegen er, um dieser Gefahr vorzubeugen, dem Harpagus befohl, den kleinen Cyrus (dieses war des Kindes Namen,) ums Leben zu bringen. Er scheidete auch Mandanen von ihrem Gemahl Cambyses, indem er diesen nach Persien schickte, jene aber bey sich behielt: Damit nicht von ihnen, wenn sie beysammen wären, andere Kinder, und zugleich neue Ursachen zu seiner Furcht, möchten gebohren werden. Harpagus aber konnte es nicht über das Herze bringen, einen so grausamen Befehl mit eigner Hand zu vollziehen, sondern gab den jungen Prinzen heimlich an den Aufseher der königlichen Heerden, Mithridates, daß er ihn in einen Wald aussetzen sollte. Nun traf es sich gleich zu, daß Mithridates Eheweib an eben dem Tage, mit einem todten Sohne niedergekommen war: Daher wurden sie beyderseits, so wohl aus natürlichem Mitleid, als auch durch die Bequemlichkeit des Wechsels, bewogen, sich zu entschliessen, daß Mithridates seinen eignen todten Sohn aussetzen, und den kleinen Cyrus, unter dem Namen Alceus, in Schäfertracht, an seiner Statt erziehen sollte. Indessen waren bey nah funfzehn Jahre seit der Zeit verflossen, als sich ein Geschrey erhob, daß Cyrus, als ein Kind, in einem Walde wäre wieder gefunden, und durch jemandes Mitleid erhalten worden, gegenwärtig aber unter den Scythen lebte. Hierbey war ein Betrüger so verwegen, daß er sich diese Fabel zu Nutzen machte, oder sie auch wohl mit gutem Fleis erdacht hatte, und des Cyrus seinen Nahmen unerlaubter Weise annahm. Astyages wurde über diese Nachricht sehr bestürzt, lies deswegen den Harpagus zu sich kommen, und fragte ihn aufs neue, ob er den kleinen Cyrus würklich umgebracht hätte, da es ihm wäre befohlen worden? Harpagus, welcher aus den äußerlichen Zeichen Ursach zu hoffen hatte, daß die That den König gereuete; hielt dieses für eine bequeme Gelegenheit, sein Gemüthe zu erforschen, und gab zur Antwort: Daß er nicht das Herz gehabt hätte, ihn umzubringen, sondern er hätte ihn in einen Wald ausgesetzt. Dabei war er bereit, die ganze Wahrheit zu entdecken, in so fern sich der König seinen mitleidigen Ungehorsam gefallen liesse: indessen aber doch auch gesichert, daß wenn er ja darüber zornig würde, sein Grimm auf niemand, als den falschen Cyrus fallen könnte; dessen Betrügerey, durch diese getheilte Antwort, desto mehr Glauben fand. Astyages aber wurde hierüber zornig, und beraubte den Harpagus, zu Bestrafung des übergangenen Befehls, seines Sohnes, und zwar mit solchen barbarischen Umständen, daß wir sie, weil sie zu dieser Handlung nicht nöthig sind, gerne übergehen. Dem unglücklichen Harpagus brach das Herz im Leibe über den Verlust seines Sohnes: Er ließ aber dennoch aus Begierde zur Rache seiner väterlichen Wuth keine grössere Freyheit, als die nur nöthig war, damit eine allzuüberflüßige Ruh seine Verstellung nicht entdecken möchte. Daher glaubte der König, daß die Bereuung seines Fehlers mehr Ursache an seinen Thränen wäre, als der Schmerz von der Strafe: und wurde dadurch so sicher, daß er sich, wenn er ihm auch sein ganz Vertrauen nicht wieder schenkte, doch wenigstens vor ihm nicht in Acht nahm. Darauf fing Harpagus an auf seine Rache zu denken, und Astyages seinen Thron, durch Unterdrückung dieses eingebildeten Enkels, zu befestigen. Der erste war bemüht, die Grossen wieder den König zu verführen, und aufzuhetzen, auch so gar den Prinz Cambyses, in Persien, wo er im Elend war, munter zu machen. Der andere aber, eine Reu über die an dem Cyrus verübte Grausamkeit, Zärtlichkeit vor ihn, ein Verlangen ihn wieder zu sehn, und eine Entschliessung, ihn zu seinem Nachfolger zu erklären, öffentlich vorzugeben. Es ging auch allen beyden ihre Absicht so glücklich von statten, daß nichts mehr als die Benennung des Tages, und des Ortes fehlte; Vor den Harpagus, um den Tyrannen, durch Ausruffung des rechten Cyrus zu unterdrücken; Vor den Astyages, um den allzu leichtgläubigen Betrüger, vermittelst einer falschen Einladung, in seiner Gewalt zu haben. Nun war es der Gebrauch, daß die Könige von Medien der Göttin Diana, auf den Grenzen des Reichs, (wo eben des Mithridates Hütten waren,) alle Jahre ein feyerliches Opfer brachten. Daher schien der Tag und der Ort (welche es auch zugleich von gegenwärtiger Handlung sind,) beyden zu Vollziehung ihrer Absichten bequem. Darinnen wurde nun durch verschiedne Zufälle der falsche Cyrus umgebracht, der rechte aber entdecket, und ausgeruffen. Astyages war nahe, so Reich, als Leben zu verlieren: Er wurde aber von dem großmüthigen Enkel vertheidiget, und setzte ihm davor, vor Zärtlichkeit und Reu, den königlichen Schmuck auf sein Haupt, vermahnte ihn auch aus seinem eignen Exempel, denselben niemahls zu mißbrauchen, als wie er gethan hätte.“

Die folgende Inhaltsangabe basiert auf dem 1751 in Dresden herausgegebenen Libretto der Vertonung von Johann Adolph Hasse.

### Erster Akt
Feld mit einigen Bäumen an der medischen Grenze mit den Zelten von Astyages Hofstaat
Auf einer Seite sieht man ein großes offenes Zelt, auf der andern ein Pfahlwerk für die königlichen Wachen.
Nach Gerüchten, dass sein seit fünfzehn Jahren für tot gehaltener Enkel Ciro noch lebe, ließ König Astyage verlautbaren, dass er ihn freundlich aufnehmen wolle. Ciro solle ihn an der persischen Grenze erwarten. Hier warten auch seine Mutter Mandane und ihre Vertraute Arpalice auf Ciros Ankunft. Da Astyage noch nicht gekommen ist, schickt Mandane Arpalice zur Grenze, um Ciro zu begrüßen. Sie ahnt nicht, dass es sich um einen Betrüger handelt. In der Zwischenzeit erzählt Arpalices Vater Arpago Mandane im Vertrauen, dass auch ihr Ehemann Cambise kommen werde, den sie ebenfalls aufgrund des königlichen Befehls seit fünfzehn Jahren nicht sehen konnte. Mandane ist höchst erfreut. Arpago jedoch hat weitergehende Pläne. Weil Astyage für den Tod seines Sohnes verantwortlich ist, will er ihn stürzen und Ciro an seiner Stelle auf den Thron setzen. Cambise ist in die Verschwörung eingeweiht.
Das Innere von Mithridates Hütte mit einer einzigen Tür
Der Schäfer Mithridate klärt seinen Sohn Alceo darüber auf, dass er in Wirklichkeit Ciro, der Enkel des Königs sei und erzählt ihm, wie er ihn anstelle seines eigenen tot geborenen Sohnes aufgenommen hatte. Da Astyage seinen Mordbefehl inzwischen bedauere, habe der mit dem Mord beauftragte Arpago ihm inzwischen gestanden, dass er den Mord nicht begangen habe. Vorsichtshalber habe er ihm aber nicht die ganze Wahrheit gesagt, sondern vorgegeben, dass Ciro damals im Wald von den Skythen gefunden und aufgenommen worden sei. So könne er herausfinden, ob der König seine Mordpläne wirklich aufgegeben habe, und im schlimmsten Falle würde sein Zorn auf den Betrüger fallen. Mithridate lässt Alceo schwören, seiner echten Mutter Mandane nichts davon zu erzählen.
Nachdem Alceo gegangen ist, kommt Cambise in Schäferkleidung zu Mithridate und fragt nach dem Weg zum Opferplatz. Bevor Mithridate ihn dort hinführen kann, kommt König Astyage. Cambise versteckt sich und hört mit an, wie Astyage Mithridate befiehlt, den wieder aufgetauchten Ciro zu töten. Mithridate geht zum Schein darauf ein und schlägt als Helfer seinen Sohn Alceo vor. Weil Astyage diesen zu sehen verlangt, macht sich Mithridate sich auf, ihn zu holen. Während er auf Alceo wartet, legt sich Astyage zum Schlafen hin. Der versteckte Cambise sieht eine Chance, Astyage zu töten, kommt aus seinem Versteck und zieht den Degen. In diesem Moment kommt seine Frau Mandane, die Tochter Astyages und verhindert die Tat. Aufgrund seiner Verkleidung erkennt sie ihn zunächst nicht und weckt Astyage. Dieser erkennt Cambise sofort und lässt ihn verhaften.
Alceo hat den falschen Ciro getötet. Auf der Flucht vor der königlichen Wache kommt er zurück in die Hütte und findet Mandane dort. Beide wundern sich über die sofortige gegenseitige Zuneigung, die sie füreinander fühlen. Alceo erzählt ihr, dass er eine junge Frau vor zwei Räubern gerettet habe. Als er anschließend der Geretteten folgen wollte, sei er von einem vornehm gekleideten Unbekannten aufgehalten und bedroht worden und habe diesen versehentlich mit einem Steinwurf getötet. Die von Alceo auf diese Weise gerettete Arpalice kommt nun ebenfalls in die Hütte. Weil sie Mandane mit ihrem Namen anspricht, erfährt Alceo, dass diese seine Mutter ist. Arpalice berichtet, dass Ciro von Alceo getötet worden sei. Mandane trauert um ihren Sohn und glaubt, Alceo habe sie belogen. Weil dieser geschworen hat, seine wahre Identität noch zu verbergen, kann er den Irrtum nicht aufklären. Auch Arpalice kann sie nicht beruhigen. Mandane ruft Soldaten, um Alceo festnehmen zu lassen. Bevor er abgeführt wird, bittet Alceo Arpalice, sich um Mandane zu kümmern. Arpalice macht sich aber viel mehr Sorgen um Alceo. Beide empfinden Liebe füreinander, können es aber noch nicht zugeben.

### Zweiter Akt
Eine große Ebene mit verwilderten Ruinen einer alten Stadt
Mithridate hat Mandane mitgeteilt, dass Alceo der echte Ciro sei. Ihr Sohn ist also doch noch am Leben. Sie erinnert sich an die Zuneigung, die sie bei ihrer Begegnung zu ihm verspürt hatte. Mithridate rät dringend zur Vorsicht. Er habe ihr das jetzt nur gesagt, um sie von ihrer unnötigen Trauer abzubringen. Ciro sei aber noch nicht außer Gefahr. Da nun der König Astyage kommt, schickt Mithridate Mandane vorsichtshalber fort. Astyage dankt ihm für seine Mithilfe am Mord Ciros. Als Lohn will er dafür sorgen, dass sein Sohn Alceo freigelassen wird. Er schickt Mithridate fort. Astyage denkt darüber nach, ob es vielleicht besser sei, seine Helfer Mithridate und Alceo verurteilen zu lassen, die inzwischen zu viel wissen. Er befürchtet jedoch, dass sie vor Gericht gegen ihn aussagen könnten. Daher sei es wohl besser, sie entweder freizugeben oder heimlich ermorden zu lassen. Arpago kommt und berichtet ihm, dass das Volk Rache für den Tod Ciros verlange. Astyage gibt vor, um seinen Enkel zu trauern, aber nichts tun zu können, weil Alceo Ciro nur versehentlich getötet habe. Er beauftragt Arpago, Alceo freizulassen. Nun kommt auch Arpalice und bittet um Gnade für Alceo. Sie selbst, nicht Alceo, sei schuld am Tod Ciros. Als Alceo herbeigeführt wird, ist Astyage erstaunt über sein edles Aussehen und fühlt eine unerklärliche Zuneigung zu ihm. Um seine eigene Beteiligung am Mord beim Verhör Alceos durch Arpago nicht versehentlich zu verraten, entfernt er sich. Arpago lässt nun wie befohlen Alceo frei und schickt die Wache fort. Anschließend kniet er vor ihm nieder und nennt ihn seinen König. Sie beschließen, vorsichtig zu sein und auch Mandane noch nichts zu verraten, um die weiteren Pläne nicht zu gefährden. Arpago geht.
Mandane gibt sich Alceo als seine Mutter zu erkennen. Er jedoch verhält sich wegen seines Schwurs sehr zurückhaltend und verlässt sie, um Mithridate um Erlaubnis zu bitten, sich ihr offenbaren zu dürfen. Mandane ist schwer enttäuscht von dieser Reaktion Alceos. Ihr Ehemann Cambise, der unerwarteterweise von Arpago freigelassen wurde, kommt nun. Sie erzählt ihm, dass der ermordete Ciro lediglich ein Betrüger gewesen sei und der Täter Alceo selbst der echte Ciro sei. Cambise ist entsetzt, hatte er doch mit eigenen Ohren gehört, wie Mandanes Vater diesem und Mithridate den Auftrag zum Mord an Ciro gegeben hatte. Er überzeugt Mandane, dass alles nur Täuschung sei, um von dem Mord abzulenken. Nach der sehr zurückhaltenden Begrüßung Alceos gibt ihm Mandane recht. Sie beschließen, den Tod ihres Sohnes zu rächen, Alceo am Brunnen der Diana einen Hinterhalt zu legen und ihn zu töten. Nachdem sich Cambise auf den Weg dorthin begeben hat, kommt Alceo zurück. Er hat endlich Mithridates Erlaubnis bekommen und gibt sich ihr als Sohn zu erkennen. Da sie ihm nicht glaubt, schickt sie ihn in den Hinterhalt zum Diana-Brunnen, wo er sie erwarten soll. Der zurückkommenden Arpalice, die sich nach Alceo erkundigt, gibt sie eine ausweichende Antwort. Arpalice ist besorgt um Alceo. Obwohl er als Schäfer nicht standesgemäß ist, hat sie sich in ihn verliebt.

### Dritter Akt
Eine bergige Gegend
Mandane glaubt, dass Mithridate sie betrogen habe und beschimpft ihn als Verräter. Sie prahlt damit, Alceos Schicksal bereits besiegelt zu haben. Mithridate versichert ihr, dass sie sich täusche und Alceo wirklich ihr Sohn sei. Da sie ihm nicht glaubt, macht sich Mithridate auf, Alceo zu finden und zu retten. Da kommt Arpago, der ebenfalls auf der Suche nach Alceo ist. Er möchte ihn endlich dem Volk vorstellen. Mandane erzählt ihm von dem Hinterhalt. Da Arpago ihr glaubhaft versichert, dass Alceo ihr Sohn Ciro ist, schickt sie ihn zum Brunnen der Diana, um Alceo zu retten.
Mandane macht sich schwere Vorwürfe, Mithridate nicht geglaubt zu haben. Als Cambise mit einem blutigen Degen zurückkommt, fällt sie in Ohnmacht. Nun kommt Alceo auf der Suche nach seiner Mutter. Bevor Cambise ihn töten kann, wacht Mandane auf und versichert ihm, dass Alceo wirklich sein Sohn Ciro sei. Er erklärt, dass das Blut an seinem Degen von einer Wache des Königs stamme, die ihn wieder festnehmen wollte.
Astyage ist unbemerkt mit seinen Soldaten hinzugekommen. Er hat den Schluss des Gesprächs belauscht und so erfahren, dass Ciro noch lebt. Nun will er erfahren, wo sich Ciro aufhält. Er droht damit, Cambise zu töten. Arpago kommt ebenfalls zurück. Um Astyage in den Tempel zu locken, erzählt er ihm, dass sich Ciro dort aufhalte. Um zu verhindern, dass Mandane und Cambise an Ort und Stelle getötet werden, schlägt er vor, sie festzunehmen. Nach kurzem Zögern ist Astyage einverstanden und geht zum Tempel.
Arpago ruft die Soldaten auf, ihre Verstellung aufzugeben und Astyage in den Tempel zu folgen. Auch Cambise und Mandane folgen ihm und lassen Alceo allein zurück. Arpalice kommt zu ihm. Sie hat inzwischen bereits einen Teil der Wahrheit erfahren und weiß, dass Alceo nicht den echten Ciro getötet hatte und dieser noch lebt. In der ganzen Gegend werde schon gefeiert, und alle seien auf dem Weg zum Tempel. Alceo sagt ihr, dass sie Ciro noch vor allen anderen sehen werde und neckt sie damit, Ciro mehr zu lieben als ihn. Arpalice gesteht ihm darauf ihre Liebe.
Mithridate kommt vom Tempel zurück und holt Ciro hinzu, den er seinen König nennt. Arpago hat es bereits dem Volk kundgegeben, und alle wollen ihm Treue schwören. Arpalice ist erstaunt. Vorher war ihr Alceos Stand zu niedrig, und jetzt ist er zu hoch. Ciro aber beruhigt sie und versichert ihr seine Liebe. Er folgt Mithridate zum Tempel. Die allein zurückgebliebene Arpalice besingt die Unvereinbarkeit von Liebe und Verstand.
Außenansicht des prachtvollen Diana-Tempels auf einem Hügel
Astyage steht alleine mit dem Degen in der Hand. Cambise lässt den Ausgang versperren. Arpago teilt Astyage mit, dass er für den Hinterhalt verantwortlich ist und jetzt seinen Sohn rächen will. Sowohl Cambise als auch Arpago wollen Astyage erstechen, werden aber von Ciro und Mandane daran gehindert. Immerhin ist Astyage der König und zudem Mandanes Vater. Ciro möchte er seine Regentschaft nicht mit einem Königsmord beginnen. Er schwört Astyage seine Treue und fordert dies auch vom Volk. Die Verschworenen werfen beeindruckt die Waffen fort. Auch Astyage ist überwältigt. Er tritt Ciro die Krone freiwillig ab. Zum Abschluss der Oper preist der Chor den neuen König.

## Geschichte
Die Handlung basiert auf verschiedenen historischen Quellen, die im Vorwort des Librettos genannt werden. Dazu gehören insbesondere das erste Buch (Clio) der Historien von Herodot und Marcus Iunianus Iustinus’ Auszug des ersten Buchs von Pompeius Trogus’ Historiae Philippicae. Weitere Elemente finden sich im sechsten und siebten Buch der Persika des Ktesias von Knidos und im ersten Buch der Historiae von Valerius Maximus. Zu den zeitgenössischen Vorläufern des Librettos zählt die Tragödie Amasis von François-Joseph de Lagrange-Chancel, in der die Unfähigkeit von Eltern, ihren eigenen Sohn zu erkennen, ebenfalls eine große Rolle spielt.
Mit weniger als 30 Vertonungen zählt der Ciro nicht zu den beliebtesten Werken Metastasios. Die zweite Fassung der Vertonung Niccolò Jommellis, die dieser 1749 für Venedig geschrieben hatte, wurde von Metastasio hoch geschätzt. Auch Johann Adolph Hasses Dresdner Oper von 1751 fand seine Bewunderung. Mit dieser Aufführung verabschiedete sich Hasses Frau, die Sängerin Faustina Bordoni, in der Rolle der Mandane vom Bühnenleben. 1759 komponierte Gioacchino Cocchi eine Fassung für London, die dort als seine beste italienische Oper betrachtet wurde.

## Vertonungen
Folgende Komponisten legten dieses Libretto einer Oper zugrunde:
| Komponist              | Uraufführung                                      | Aufführungsort | Anmerkungen |  |
| ---------------------- | ------------------------------------------------- | -------------- | --- |  |
| Antonio Caldara        | 28. August 1736, Favorita                         | Wien           | zur Feier des Geburtstags der Kaiserin Elisabeth                                                                                                |  |
| Rinaldo di Capua       | Karneval 1737, Teatro Tordinona                   | Rom            | auch Karneval 1738 im Teatro de’ Nobili in Perugia                                                                                              |  |
| Leonardo Leo           | Karneval 1739, Teatro Regio                       | Turin          | |  |
| anonym                 | April 1739, Theater am Tummelplatz                | Graz           | |  |
| Pietro Chiarini        | Karneval 1743, Teatro Filarmonico                 | Verona         | |  |
| Niccolò Jommelli       | 20. Januar 1744, Teatro Bonacossi                 | Ferrara        | erste Fassung; auch am 4. Mai 1744 im Teatro Formagliari in Bologna; Karneval 1758 im Teatro Regio Ducale Vecchio in Mantua                     |  |
| John Christopher Smith | nicht aufgeführt (komponiert 1744/1745)           |                | |  |
| Baldassare Galuppi     | 19. Dezember 1745, Teatro Regio Ducale            | Mailand        | erste Fassung; möglicherweise bereits am 5. Januar 1737 im Teatro Sant’Angelo in Venedig, die Autorschaft dieser Aufführung ist nicht gesichert |  |
| Giovanni Verocai       | Wintermesse 1746, Hoftheater                      | Braunschweig   | deutscher Name: Der wiedererkannte Cyrus |  |
| Egidio Duni            | Frühling 1748, Teatro Falcone                     | Genua          | |  |
| Niccolò Jommelli       | 15. November 1749, Teatro San Giovanni Crisostomo | Venedig        | zweite Fassung |  |
| Johann Adolph Hasse    | 20. Januar 1751, Hoftheater                       | Dresden        | erste Fassung; deutscher Name: Der erkennte Cyrus                                                                                               |  |
| Ignazio Fiorillo       | 1753, Hoftheater                                  | Braunschweig   | wahrscheinlich Bearbeitung von Astiage, ré di Medi                                                                                              |  |
| Giuseppe Sarti         | 21. Dezember 1754, Det Kongelige Teater           | Kopenhagen     | |  |
| G. Meneghetti          | 1758                                              |                | |  |
| Baldassare Galuppi     | Karneval 1759, Teatro Argentina                   | Rom            | zweite Fassung auch Karneval 1776 im Teatro Pubblico in Arezzo                                                                                  |  |
| Gioacchino Cocchi      | 3. Februar 1759, King’s Theatre am Haymarket      | London         | |  |
| Niccolò Piccinni       | 26. Dezember 1759, Teatro San Carlo               | Neapel         | |  |
| Johann Adolph Hasse    | 17. Januar 1762                                   | Warschau       | zweite Fassung |  |
| anonym (Pasticcio)     | 26. Dezember 1764, Teatro della Pergola           | Florenz        | |  |
| Antonio Puppi          | 1765                                              |                | |  |
| Brizio Petrucci        | Karneval 1765, Teatro Bonacossi                   | Ferrara        | |  |
| Girolamo Mango         | 1767, Hof von Raymund Anton von Strasoldo         | Eichstätt      | |  |
| Pietro Persichini      | 1779                                              | Rom            | auch 1790 im Schloss Ujazdów in Warschau |  |
| Angelo Tarchi          | Karneval 1796, Teatro Ducale                      | Piacenza       | |  |
| Luigi Capotorti        | 12. Januar 1805, Teatro San Carlo                 | Neapel         | als Ciro |  |
| Vincenzo Fiodo         | Frühling 1810, Teatro Cocomero                    | Florenz        | |  |
| Ignaz Franz von Mosel  | 1818, Theater am Kärntnertor                      | Wien           | Libretto überarbeitet von Matthäus von Collin als Cyrus und Astyages                                                                            |  |

## Aufnahmen und Aufführungen in neuerer Zeit
- John Christopher Smith:
  - 2012: konzertante Aufführung in der Residenz Ansbach. London Baroque, Leitung: Wolfgang Riedelbauch.[34][35]

## Digitalisate
1. ↑  Johann Anton Koch: Des Herrn Abt Peter Metastasio Kayserl. Königl. Hofpoetens Dramatische Gedichte, aus dem Italiänischen übersetzt. Vierter Band. Krauß, Frankfurt und Leipzig 1772 als Digitalisat beim Münchener Digitalisierungszentrum.
2. 1 2 3 4  
Libretto (italienisch/deutsch) der Vertonung von Johann Adolph Hasse, Dresden 1751 als Digitalisat beim Münchener Digitalisierungszentrum.
3. ↑  Libretto (italienisch) der Oper von Rinaldo di Capua, Rom 1737 als Digitalisat bei Google Books.
4. ↑  Libretto (italienisch)  der Oper von Leonardo Leo, Turin 1739. Digitalisat im Corago-Informationssystem der Universität Bologna.
5. ↑  Partitur der Vertonung von Leonardo Leo, 1780 als Digitalisat bei der Staatsbibliothek zu Berlin.
6. ↑  Libretto (italienisch)  der Oper von Pietro Chiarini, Verona 1743. Digitalisat im Corago-Informationssystem der Universität Bologna.
7. ↑  Libretto (italienisch)  der Oper von Niccolò Jommelli (erste Fassung), Bologna 1744. Digitalisat im Corago-Informationssystem der Universität Bologna.
8. ↑  Libretto (italienisch)  der Oper von Baldassare Galuppi?, Venedig 1737. Digitalisat im Corago-Informationssystem der Universität Bologna.
9. ↑  Libretto (italienisch)  der Oper von Baldassare Galuppi, Mailand 1746. Digitalisat im Corago-Informationssystem der Universität Bologna.
10. ↑  Libretto (italienisch)  der Oper von Niccolò Jommelli (zweite Fassung), Venedig 1749. Digitalisat im Corago-Informationssystem der Universität Bologna.
11. ↑  Libretto (italienisch) der Vertonung von Baldassare Galuppi, Rom 1759 als Digitalisat beim Münchener Digitalisierungszentrum.
12. ↑  Libretto (italienisch) der Vertonung von Niccolò Piccinni, Neapel 1759 als Digitalisat im Museo internazionale e biblioteca della musica di Bologna.
13. ↑  Libretto (italienisch) der anonymen Vertonung, Florenz 1765 als Digitalisat im Museo internazionale e biblioteca della musica di Bologna.
14. ↑  Libretto (italienisch)  der Oper von Luigi Capotorti, Neapel 1805. Digitalisat im Corago-Informationssystem der Universität Bologna.
15. ↑  Libretto (deutsch von Matthäus von Collin) der Vertonung von Ignaz Franz Edler von Mosel, Wien, 1818 als Digitalisat beim Münchener Digitalisierungszentrum.